# Liste des sites Natura 2000 de Loir-et-Cher
Cet article recense les sites Natura 2000 du département de Loir-et-Cher, en France.

## Statistiques
Le Loir-et-Cher compte en 2016 13 sites classés Natura 2000.
7 bénéficient d'un classement comme site d'intérêt communautaire (SIC), 6 comme zone de protection spéciale (ZPS).

## Liste
| Site                                                                         | Type | Superficie (ha) | Fiche     | Coordonnées                      | Photo |
| ---------------------------------------------------------------------------- | ---- | --------------- | --------- | -------------------------------- | ----- |
| Bois de Sudais                                                               | SIC  | +000260,        | FR2400559 | 47° 25′ 32″ nord, 1° 11′ 18″ est |       |
| Coteaux calcaires riches en chiroptères des environs de Montoire-sur-le-Loir | SIC  | +0 00021,       | FR2400564 | 47° 46′ 40″ nord, 0° 48′ 17″ est |       |
| Domaine de Chambord                                                          | SIC  | +004 676,       | FR2400558 | 47° 35′ 41″ nord, 1° 32′ 24″ est |       |
| Sologne                                                                      | SIC  | +346 184,       | FR2402001 | 47° 32′ 10″ nord, 1° 58′ 48″ est |       |
| Vallée du Cher et coteaux, forêt de Grosbois                                 | SIC  | +001 700,       | FR2400561 | 47° 17′ 46″ nord, 1° 24′ 04″ est |       |
| Vallée de la Cisse en amont de Saint-Lubin                                   | SIC  | +000336,        | FR2400562 | 47° 39′ 44″ nord, 1° 17′ 23″ est |       |
| Vallée de la Loire de Mosnes à Tavers                                        | SIC  | +002 278,       | FR2400565 | 47° 35′ 54″ nord, 1° 21′ 42″ est |       |
| Domaine de Chambord                                                          | ZPS  | +004 665,       | FR2410024 | 47° 35′ 41″ nord, 1° 32′ 24″ est |       |
| Étangs de Sologne                                                            | ZPS  | +029 624,       | FR2410013 | 47° 29′ 30″ nord, 1° 49′ 30″ est |       |
| Petite Beauce                                                                | ZPS  | +052 565,       | FR2410010 | 47° 44′ 00″ nord, 1° 19′ 00″ est |       |
| Plateau de Chabris / La Chapelle-Montmartin                                  | ZPS  | +016 669,       | FR2410023 | 47° 14′ 06″ nord, 1° 40′ 37″ est |       |
| Prairies du Fouzon                                                           | ZPS  | +001 693,       | FR2410015 | 47° 15′ 30″ nord, 1° 28′ 00″ est |       |
| Vallée de la Loire du Loir-et-Cher                                           | ZPS  | +002 398,       | FR2410001 | 47° 35′ 54″ nord, 1° 21′ 42″ est |       |